# Trieces densus
Trieces densus là một loài tò vò trong họ Ichneumonidae.